# Noorpur
Noorpur è una suddivisione dell'India, classificata come municipal board, di 33.580 abitanti, situata nel distretto di Bijnor, nello stato federato dell'Uttar Pradesh.